# Obchodník s deštěm (film, 1956)
Obchodník s deštěm (v originále The Rainmaker) je americký romantický western z roku 1956 režírovaný Josephem Anthonym. Hlavní role ve filmu ztvárnili Burt Lancaster a Katharine Hepburnová.

## Příběh

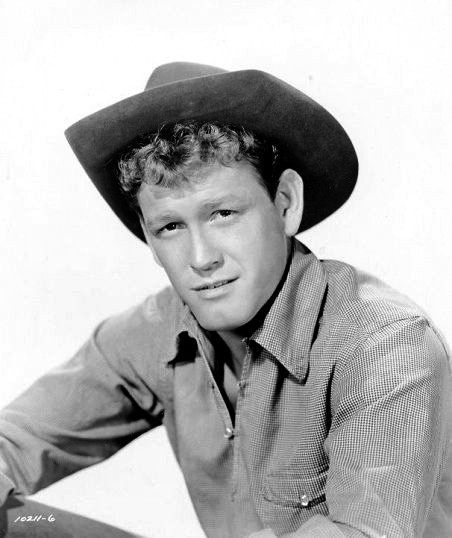
Earl Holliman jako Jim Curry

Podvodník a snílek Bill Starbuck (Burt Lancaster) si během velké hospodářské krize vydělává prodejem různých udělátek, o kterých prohlašuje nesmysly, jako například ochranu před tornády, a proto je pronásledován téměř v každém městě, kde se objeví. Jednoho dne zavítá i do suchem zmítaného městečka v Kansasu a zaklepe na dům rodiny Curryových, kde žije pan Curry (Cameron Prud'Homme) se svými třemi dospělými dětmi; Lízou (Katharine Hepburnová), Jonášem (Lloyd Bridges) a Jimem (Earl Holliman). Rodina se také pomalu vzdává naděje, že se jim ještě podaří Lízu vdát. Jejich pozvání na večeři nadějný zástupce šerifa J. S. File odmítl, ale jelikož už Líza vše nachystala, cizího hosta pozvou dál a povečeří s nimi. Zoufalé rodině poté udělá nabídku, že za 100 dolarů jim dokáže přivolat déšť, který jejich úroda i umírající dobytek velmi potřebuje. Zpočátku mu nikdo z nich nevěří, ale brzy si na svou stranu získá Jima i pana Curryho. 
Poté, co dostane i přes velký nesouhlas Lízy a Jonáše zálohu, pustí se do práce. Mezitím však dorazí File a chce se Jimovi, kterého téhož dne při hádce uhodil, omluvit, a také se chce setkat s Lízou. Nervózní Líza, které celá léta Jonáš srážel sebevědomí, však neví jak a o čem se s ním bavit, a proto začne na Jonášovu radu hrát hloupou, což Fileho odradí a rychle odejde. 
Jonáš ji začne opět vše vyčítat a jako vždy jí řekne, ať to konečně vzdá, že je stejně ošklivá a nikdo si ji nikdy nevezme. Smutná Líza, která se vzdala poslední naděje, tomu také uvěří a před spaním ještě zanese Starbuckovi deku. Ten se s ní však dá do řeči a podaří se mu ji přesvědčit, že Jonáš lže a že ošklivá rozhodně není. Nakonec se spolu začnou i líbat, ale v tom dorazí k domu opět File, který má podezření, že se zde hledaný podvodník nachází. Rodina však zapírá a ujišťuje ho, že ho tu nikdy neviděla, ale File brzy zahlédne jeho nápadný vůz a je mu jasné, že Starbuck nebude daleko. 
Hned na to přiběhne také Líza a jakmile zjistí, že ho File přišel zatknout, rychle se rozběhne zpět ho varovat. Starbuck se však sám ukáže a nechá se bez odporu zatknout. Rodina se ho ale zastane, a i na přání Lízy ho nakonec nechá jít. Na odjezdu ještě požádá Lízu, aby odjela s ním, ale Líza si nakonec vybere Fileho, na kterého si už dlouhou dobu myslela. Trochu zklamaný Starbuck jí popřeje hodně štěstí a na odjezdu jim ještě vrátí těch sto dolarů, za které se mu déšť přivolat nepodařilo. Daleko však nedojede a obloha se začne zatahovat, nadšeně se proto za velké bouřky vrátí zpět k oslavující rodině a požádá o vrácení stovky. 

## Obsazení
| Burt Lancaster       | Bill Starbuck              |
| Katharine Hepburnová | Líza Curryová              |
| Wendell Corey        | zástupce šerifa J. S. File |
| Lloyd Bridges        | Jonáš Curry                |
| Earl Holliman        | Jim Curry                  |
| Cameron Prud'Homme   | H. C. Curry                |
| Wallace Ford         | šerif Howard Thomas        |
| Yvonne Lime          | Snookie Maguire            |